# Anghilă de mare
Anghila de mare (Conger Conger) este o specie de pești de culoare gri până la negru, aripioarele nepereche și aripioarele pectorale au o margine întunecată, iar partea ventrală este de culoare maro până la crem.
Anghilele de mare sunt mult mai mari decât anghilele europene.
Acestea apar în estul Oceanului Atlantic, la 30º - 40º N și la o adâncime de 3000 - 4000 m.
Populațiile mediteraneene se reproduc aici și o mulțime de larve intră, de asemenea, în această mare prin strâmtoarea Gibraltar.
La fel ca în cazul anghilei europene, de mult s-a crezut că larvele erau o specie separată de pești. Înainte de metamorfozare, aceste larve au dimensiuni de până la 160 mm, mult mai mari decât cele ale anghilei.
Anghila de mare se hrănește cu tot felul de pești de apă sărată, în special hering și eglefin.
De asemenea, ea atacă crustaceele mari, cum ar fi homarul și crabul.
Locuiește aproape de coasta stâncoasă, dar și în larg.
Nu se știe încă dacă întreprinde călătorii lungi (pentru mâncare sau pentru reproducere).
Această specie de pește nu are o mare importanță economică.
Majoritatea anghilelor de mare sunt prinse în largul coastei de sud-vest a Europei, în Marea Nordului este rar întâlnită în plase.
Lungime: până la 3 m, masculii până la 1,5 m.
Greutate: până la 65 kg.
Recunoastere
1. Corpul are o formă de șarpe.
2. Gura este în decubit dorsal.
3. În partea din spate a corpului, atât dedesubt cât și deasupra, se află o cusătură lungă care începe bine în spatele vârfului aripioarelor pectorale și se termină în vârful cozii. Aripioarele abdominale lipsesc.